# Daring Club Motema Pembe
O Daring Club Motema Pembe, ou simplesmente DC Motema Pembe, é um clube de futebol da República Democrática do Congo, da cidade de Quinxassa. Suas cores são verde e branco.
Com mais de 30 títulos em nível nacional e continental desde 1963, o Motema Pembe é atualmente um dos clubes quinxassa-congoleses mais bem-sucedidos. Mantém grande rivalidade com o Tout Puissant Mazembe e com o AS Vita Club.
Motema Pembe, em língua lingala, significa "Coração Branco".

## História
O Motema Pembe foi fundado no dia 22 de fevereiro de 1936, com o nome de Football Club Daring Faucon. O Daring Faucon resultou de uma divisão da equipa que se chamava Diables Rouges. Um grupo de jogadores dos Diables Rouges, não contente de nunca ter oportunidade de ser escalados nos jogos da equipa, decidiram sair dos Rouges para fundar um outro time, e receberam por isso uma ajuda do missionário francês Reverendo Raphaël de la Kethulle, que chegou ao país em 1917. Reverendo Kethulle foi um dos grandes incentivadores do futebol quinxassa-congolês, sendo inclusive o proprietário do Estádio Tata Raphaël. Essa divisão deu luz à duas equipas: o Victória Club, com camisas pretas e verdes e o F.C. Daring Faucon, com camisas brancas e verdes. Com o nascimento dessas duas equipas nasceu também a primeira grande rivalidade desportiva do futebol quinxassa-congolês, chamado de Clássico dos Irmãos Inimigos.
Na sua fundação adotou o lema Imana Matiti Mabe, que significa em língua lingala "erva perigosa do campo", numa tentativa de se associar ao nome dos Rouges. O nome Imana (ervas) continua a ser ligado com o nome do time. Para manter uma base constante de atletas, o Reverendo Kethulle decide associar o clube de futebol às aulas de actividades desportivas dos alunos da secção avançada do colégio Sainte Anne de Quinxassa (atualmente Colégio Elikya).
O clube foi rebatizado como C.S. Imana em 1949. O clube participou do campeonato nacional a partir de 1958 e tornou-se o primeiro campeão quinxassa-congolês no pós-independência, em 1963. Futebolistas notáveis deste período incluem as figuras políticas Holden Roberto e Cyrille Adoula.
Em 1985 o clube adotou o nome Daring Club Motema Pembe e, em 2015, Daring Club Motema Pembe Imana.

## Títulos
| CONTINENTAIS                   | CONTINENTAIS                  | CONTINENTAIS | CONTINENTAIS                                                                     |
|                                | Competição                    | Títulos      | Temporadas                                                                       |
| ------------------------------ | ----------------------------- | ------------ | -------------------------------------------------------------------------------- |
|                                | Copa das Confederações da CAF | 1            | 1994                                                                             |
| NACIONAIS                      |                               |              |                                                                                  |
|                                | Competição                    | Títulos      | Temporadas                                                                       |
| República Democrática do Congo | Linafoot                      | 12           | (1963, 1964, 1974, 1978, 1989, 1994, 1996, 1998, 1999, 2004, 2005 e 2008)        |
| República Democrática do Congo | Copa do Congo                 | 13           | (1964, 1974, 1978, 1984, 1985, 1990, 1991, 1993, 1994, 2003, 2006, 2009 e 2010). |

## Participação na CAF

### Liga dos Campeões da CAF
- 1976 Primeira rodada
- 1979 Quartas de Final
- 1990 Primeira rodada
- 1997 Primeira rodada
- 1999 Segunda rodada
- 2000 Segunda rodada
- 2005 Primeira rodada
- 2006 Primeira rodada
- 2008 Rodada Preliminar
- 2009 Rodada Preliminar

### Copa das Confederaçoes CAF
- 2004 Rodada de 32
- 2007 Rodada de 32
- 2010 Rodada de 16
- 2011 Fase de grupos
- 2013 Primeira rodada
- 2018 Primeira rodada

### Copa da CAF
- 1998  Semi-finais
- 2003  segunda rodada

### Recopa da CAF
- 1985 primeira rodada
- 1991 Quartas de final
- 1992 Semi-finais
- 1993 Quartas de final
- 1994 campeão
- 1995 Quartas de final

## Rivalidade
O principal rival local do Motema Pembe é o Association Sportive Vita Club, também de Quinxassa. Mantém uma rivalidade nacional com o Tout Puissant Mazembe, de Lubumbaxe